# 龜子角粉蝨
龜子角粉蝨（学名：Singhiella kuraruensis）为粉蝨科迷粉蝨屬下的一个种。